# 다나카 고헤이 (작곡가)
다나카 고헤이(1954년 2월 14일~)는 일본의 작곡가, 편곡가, 가수이다. 오사카 세이코 학원 고등학교와, 도쿄예술대학 음악학부 작곡과를 졸업하였다. 빅터 음악산업 선전부에 3년간 근무하다 퇴사 후, 버클리 음악 대학에 2년간 유학하고 귀국 후에 작곡가로서 활동을 시작하였다.

## 같이 보기
- 게임 음악 작곡가의 목록